# Damon Heta
Damon Heta (* 10. srpna 1987 Perth) je australský profesionální hráč šipek. Ještě bez profesionální karty vyhrál v roce 2019 domácí Brisbane Darts Masters. Se Simonem Whitlockem pak společně ovládli World Cup of Darts v roce 2022. Zejména na turnajích European Tour často předvádí originální nástupy na pódium, obvykle s tematikou pořadatelského státu.

## Výsledky na mistrovství světa

### PDC
- 2020: Druhé kolo (porazil ho Glen Durrant 0–3)
- 2021: První kolo (porazil ho Danny Baggish 2–3)
- 2022: Třetí kolo (porazil ho Peter Wright 2–4)
- 2023: Třetí kolo (porazil ho Joe Cullen 0–4)
- 2024: Osmifinále (porazil ho Scott Williams 1–4)
- 2025: Třetí kolo (porazil ho Luke Woodhouse 3–4)

## Finálové zápasy

### Světová série PDC: 3 (1 titul)
| Výsledek  | No. | Rok  | Turnaj                        | Soupeř         | Skóre   |
| --------- | --- | ---- | ----------------------------- | -------------- | ------- |
| Vítěz     | 1.  | 2019 | Brisbane Darts Masters        | Rob Cross      | 8–7 (l) |
| Finalista | 1.  | 2023 | New South Wales Darts Masters | Rob Cross      | 1–8 (l) |
| Finalista | 2.  | 2024 | New Zealand Darts Masters     | Luke Humphries | 2–8 (l) |

### Týmové turnaje PDC: 1 (1 titul)
| Výsledek | No. | Rok  | Turnaj             | Tým       | Spoluhráč      | Soupeři                              | Skóre   |
| -------- | --- | ---- | ------------------ | --------- | -------------- | ------------------------------------ | ------- |
| Vítěz    | 1.  | 2022 | World Cup of Darts | Austrálie | Simon Whitlock | Wales – Gerwyn Price a Jonny Clayton | 3–1 (z) |

## Výsledky na turnajích

### PDC
| Turnaj                          | 2018 | 2019 | 2020              | 2021              | 2022              | 2023 | 2024 | 2025 |
| ------------------------------- | ---- | ---- | ----------------- | ----------------- | ----------------- | ---- | ---- | ---- |
| Hodnocené televizní turnaje     |      |      |                   |                   |                   |      |      |      |
| Mistrovství světa               | DNQ  | DNQ  | 2R                | 1R                | 3R                | 3R   | 4R   | 3R   |
| World Masters                   | DNP  | DNP  | Nekvalifikoval se | Nekvalifikoval se | Nekvalifikoval se | 1R   | QF   | QF   |
| UK Open                         | DNP  | DNP  | 1R                | 3R                | QF                | 4R   | SF   | 6R   |
| World Matchplay                 | DNP  | DNP  | DNQ               | 1R                | 1R                | QF   | 1R   |      |
| World Grand Prix                | DNP  | DNP  | DNQ               | 1R                | 1R                | 1R   | 1R   |      |
| Mistrovství Evropy              | DNP  | DNP  | DNQ               | 2R                | 1R                | 1R   | 1R   |      |
| Grand Slam of Darts             | DNP  | DNP  | QF                | DNQ               | RR                | QF   | DNQ  |      |
| Players Championship Finals     | DNP  | DNP  | QF                | 3R                | 1R                | QF   | 3R   |      |
| Nehodnocené televizní turnaje   |      |      |                   |                   |                   |      |      |      |
| World Cup of Darts              | DNP  | DNP  | QF                | QF                | W                 | QF   | 2R   | QF   |
| World Series of Darts Finals    | 2R   | 2R   | 2R                | DNQ               | 2R                | 1R   | 2R   |      |
| Statistika                      |      |      |                   |                   |                   |      |      |      |
| Pořadí v žebříčku na konci roku | –    | –    | 56                | 29                | 16                | 11   | 8    |      |

| Legenda | Legenda | Legenda | Legenda        | Legenda | Legenda           | Legenda | Legenda     | Legenda | Legenda   |
| ------- | ------- | ------- | -------------- | ------- | ----------------- | ------- | ----------- | ------- | --------- |
| #R      | kolo    | QF      | čtvrtfinále    | SF      | semifinále        | F       | finalista   | W       | vítěz     |
| RR      | skupina | DNP     | nezúčastnil se | DNQ     | nekvalifikoval se | NH      | nekonalo se | WD      | odstoupil |

## Zakončení devíti šipkami
Seznam televizních zakončení legů devítkou, tedy nejnižším možným množstvím šipek.
| Datum             | Soupeř         | Turnaj            | Způsob                          | Odměna   |
| ----------------- | -------------- | ----------------- | ------------------------------- | -------- |
| 27. prosince 2024 | Luke Woodhouse | Mistrovství světa | 3 × T20; 3 × T20; T20, T19, D12 | 60 000 £ |